# Charles Jewtraw
Charles Jewtraw (Condado de Clinton, 5 de maio de 1900 – Palm Beach, 26 de janeiro de 1996) foi um patinador de velocidade estadunidense, mais conhecido por ter sido o primeiro campeão olímpico da história dos Jogos Olímpicos de Inverno.
Jewtraw cresceu próximo a Lake Placid, e tornou-se o primeiro medalhista de ouro dos Jogos Olímpicos de Inverno após vencer a primeira prova da competição em Chamonix 1924: os 500 metros da patinação de velocidade. Ainda nos Jogos disputou os 5000 metros (terminou em 13º) e os 1500 metros (8º).
Retirou-se da patinação de velocidade após os Jogos Olímpicos de Inverno de 1924 e tornou-se representante do Spalding Sporting Goods Company.